# ツキヨノハマグリ
ツキヨノハマグリ（Pitar dione (Linnaeus, 1758), 英: royal comb venus, royal pitar, 独: Kamm-Venusmuschel）は、マルスダレガイ科の二枚貝。1758年、カール・フォン・リンネによってVenus dione Linnaeus, 1758と命名された。Hysteroconcha dione (Linnaeus, 1758)はシノニム。

## 分布
米国フロリダ州からベネズエラにかけての大西洋。西インド諸島。潮間帯下に生息。産地では普通種。

## 形態
殻長4センチ。殻の上端は殻頂から後方に向かって緩やかに湾曲する。殻の下方には長い棘状の突起を伴う成長肋がある（突起は成長肋の端に並ぶ）。このような特異な形状のハマグリは本種の他にはマボロシハマグリP. lupanariaのみである。殻の表面はピンクを帯びた紫色。内側は白色。殻の形や色はマボロシハマグリによく似ているが、本種はそれに比べて棘状の突起が短い場合が多い。